# Hendrik Vos (politicoloog)
Hendrik Vos (Mechelen, 30 juni 1972) is een Belgisch politicoloog. Vos is verbonden aan de Universiteit Gent, waar hij ook directeur van het Centrum voor EU-studies is. Zijn specialisaties zijn Europese Politiek, Besluitvorming in de Europese Unie en Actuele vraagstukken van de Europese politiek. Het zijn onder andere deze vakken die Vos doceert aan de vakgroep Politieke Wetenschappen van de UGent.
Vos is dikwijls te gast bij VRT-programma's, zoals De Zevende Dag, Terzake en De Ochtend. In 2008 won hij samen met VRT-journalist Rob Heirbaut de Wablieft-prijs voor klare taal voor hun boek Hoe Europa ons leven beïnvloedt.
Samen met Rob Heirbaut maakte hij ook de televisiereeks Het IJzeren Gordijn die in het najaar van 2014 door Canvas werd uitgezonden. Met de fiets trokken beide presentatoren langs het traject van het IJzeren Gordijn dat in 1989, vijfentwintig jaar eerder, was gescheurd, wat het einde van de Koude Oorlog betekende.
Tegen het einde van het jaar maken beiden ook jaarlijks een ludiek Europees jaaroverzicht, dat ze in enkele zalen in Vlaanderen brengen voor een breder publiek.
Vos is ook columnist voor De Standaard, waar zijn column om de twee weken verschijnt.

## Trivia
- In 2008 won Vos het Groot Dictee der Nederlandse Taal, in de categorie van de prominenten.[5]
- Vos is ook een verdienstelijk wielrenner. Voor het VRT-televisieprogramma Volt reed hij zo snel mogelijk de Muur van Geraardsbergen op.[6] Hij reed ook wedstrijden, voornamelijk van het type Gran Fondo of cyclosportieve, zoals La Marmotte. In 2011 eindigde hij er als 22ste.[7] In 2012 en 2013 won hij "La Cannibale", een cyclosportieve waarin de Mont Ventoux tweemaal beklommen wordt.[8][9] In 2014 werd hij er vierde.
- Vos geeft ook lezingen voor scholen waarin hij verschillende politieke onduidelijkheden opheldert aan de leerlingen.
- In 2023 nam hij deel aan De Verraders.
- Als jongere was hij lid van de JNM (Jeugdbond voor Natuur en Milieu)

## Video's
- Over het budget van de Europese Unie
- Over hoe Europese beslissingen worden gemaakt
- Over de Europese interne markt